# Digitale dage - er det paven der taler
Digitale dage - er det paven der taler er en dokumentarfilm fra 2000 instrueret af Thomas Therchilsen, Rum Malmros efter manuskript af Rum Malmros, Thomas Therchilsen og Prami Larsen.

## Handling
I efteråret 1998 satte Filmværkstedet gang i 14 kortfilm i det opsøgende arbejde DIGITALE DAGE. Filmene kunne kun skabes ved hjælp af masser computerpower. ER DET PAVEN DER TALER viser de bedste af filmene, og sammen med fire af instruktørerne kommer man bag om projektet og de nye måder at lave film på. Følgende kortfilm bliver vist i deres helhed: Det guddommelige af Morten Hartz Kaplers, Paradise af Anne Alix, Airmax og Vatmonstrene af Ulla Silfverberg Andreasen, Alice' Alice af Nina Søs Vinther og Martin de Thura, Kokon af Anna Meyling, Homme qui marche af Michael Lindeborgh og Mads Tobias Olsen, Transformer af Tau Ulf Lenskjold, Den nye frelser af Kasper Syhler, Autumn Leaves af Jess René Gertsen.